# Sitiveni Rabuka
Sitiveni Rabuka, né le 13 septembre 1948, est un joueur de rugby, militaire et homme d'État fidjien. Il mène deux coups d'État en 1987. Il est ensuite deux fois Premier ministre dans un cadre démocratique, entre 1992 et 1997, et depuis 2022.
Rabuka est le Roko Tui du conseil provincial de Cakaudrove dans la région septentrionale. Il est le seul membre à vie du Grand Conseil des Chefs, malgré sa condition de roturier, jusqu'à sa dissolution en 2012.
Nationaliste lors de ses deux putschs, il défend par la suite le multiculturalisme et le dialogue inter-ethnique. Après avoir mené deux coups d'État successifs en 1987 pour limiter les droits politiques des Indo-Fidjiens au profit des Fidjiens ethniques, il devient Premier ministre en ayant remporté les élections législatives de 1992. En 1994, il est contraint d'appeler à des élections anticipées, qu'il remporte avec une majorité amoindrie. Il se rapproche alors du Parti de la fédération nationale (NFP), défenseur des droits des Indo-Fidjiens. Il quitte le pouvoir démocratiquement, après sa défaite aux élections de 1999.
En 2018, il est le chef du Parti libéral social-démocrate (SODELPA) aux élections législatives, mais il échoue à prendre le pouvoir en dépit des progrès de son parti. Il quitte celui-ci en novembre 2020 et crée l'Alliance populaire (PA), qui arrive deuxième aux élections législatives de 2022. Il conclut ensuite un accord avec le NFP et retrouve le poste de Premier ministre.

## Athlète et joueur de rugby
Sitiveni Rabuka naît le 13 septembre 1948 et grandit dans la communauté autochtone du village de Drekeniwai sur l'île de Vanua Levu. Il est excellent athlète lors de son enseignement secondaire à l'école Reine Victoria (en) à Nasinu, devenant head boy (en) (représentant des élèves de l'école pour tout événement extérieur) et s'illustrant notamment en lancer de poids, lancer de marteau et lancer de disque. 
Porte-drapeau de la délégation fidjienne aux Jeux du Commonwealth de 1974 à Christchurch, il se classe 8e et dernier au lancer de poids avec un jet à 14,14 mètres, 10e et dernier au lancer de disque avec un jet à 34,98 mètres, 9e et dernier au lancer de marteau avec un jet à 32,66 mètres, et 11e sur treize au décathlon avec 5332 points, juste derrière son compatriote Viliame Tunidau et bien derrière le Nord-Irlandais Mike Bull (en), champion avec 7417 points.
Pilier de l'équipe des Fidji de rugby à XV avec le dossard numéro 1 dans les années 1970, il participe notamment à la tournée de l'équipe au Royaume-Uni en 1970, ainsi qu'à la victoire de l'équipe fidjienne (35-17) face au Canada à Burnaby en 1970, et à la victoire fidjienne (13-9) face aux Tonga à Lautoka en 1977,,.
Bien plus tard, Sitiveni Rabuka est recruté en 2008 comme manager de l'équipe des Pacific Islanders de rugby à XV, juste avant qu'elle ne se rend en Europe pour affronter l'Angleterre, la France et l'Italie.
En juin 2024, alors Premier ministre et âgé de 75 ans, il prend part aux épreuves de décathlon, de lancer de poids, de lancer de disque et de lancer de marteau aux Championnats d'Océanie d'athlétisme à Suva. Il se classe quatrième dans sa tranche d'âge au lancer de disque, et remporte la médaille de bronze dans sa catégorie d'âge au lancer de poids, avec un lancer de 7,09 mètres.

## Carrière militaire

### Formation et débuts
Sitiveni Rabuka suit ses études dans des écoles militaires de Nouvelle-Zélande dans les années 1970, puis est formé par diverses écoles militaires en Inde et en Australie, obtenant un diplôme de Master en science militaire de l'université de Madras en 1979. De 1980 à 1981, il participe à la Force intérimaire des Nations unies au Liban (FINUL). De 1983 à 1985, il commande le contingent fidjien de la Force multinationale et observateurs au Sinaï.
En 1981, alors lieutenant-colonel et commandant du premier bataillon du régiment d'infanterie des Fidji au Liban, il est fait officier de l'ordre de l'Empire britannique.

### Coups d'État de 1987
En 1987, Sitiveni Rabuka, colonel sans expérience politique, renverse le 14 mai le gouvernement démocratiquement élu du Premier ministre, Timoci Bavadra. Il revendique agir pour défendre la suprématie politique des indigènes fidjiens, qu'il jugeait menacée par le gouvernement Bavadra, à forte composante indo-fidjienne. Il abroge la Constitution, considérant qu'elle confère trop de droits politiques aux Indo-Fidjiens, puis remet le pouvoir au gouverneur général, Ratu Sir Penaia Ganilau, un chef de haut rang, le pressant de mener une politique favorable aux intérêts indigènes.
Le gouverneur refuse toutefois de reconnaître l'abrogation de la Constitution. En conséquence, Rabuka mène un second coup d'État, le 28 septembre. Il mène un bref gouvernement militaire pendant deux mois, abolit la monarchie fidjienne, puis remet le pouvoir, le 5 décembre, à un « gouvernement de transition » : Ganilau obtient le poste nouvellement créé de président, et Ratu Sir Kamisese Mara devient Premier ministre. Rabuka se fait nommer ministre de l'Intérieur et conserve le contrôle des forces armées.
Vingt ans plus tard, il présente publiquement ses excuses quant à ces coups d'État, et affirme regretter d'avoir entravé la démocratie.

## Premier ministre
En 1990, le gouvernement de transition, sous l'œil de Rabuka, préside à l'instauration d'une nouvelle Constitution, qui vise explicitement à garantir la suprématie politique des indigènes. Les Indo-Fidjiens se voient privés de toute possibilité d'obtenir une majorité des sièges au Parlement et interdire l'accès aux fonctions de Premier ministre et de président.
Rabuka prend la tête d'un nouveau parti, le Parti politique autochtone (SVT), avec lequel il remporte les élections législatives de 1992. Devenu Premier ministre, il est contraint d'appeler à des élections anticipées deux ans plus tard, en raison de défections de plusieurs députés. Il remporte à nouveau le scrutin, avec un résultat en baisse, et se maintient ainsi à la tête du gouvernement.
Il se rapproche alors du Parti de la fédération nationale de Jai Ram Reddy, une formation qui défend les intérêts des Indo-Fidjiens. Cette alliance informelle, inattendue en raison des anciennes positions de Sitiveni Rabuka, marque une évolution dans son positionnement politique. Cette entente est cruciale à l'élaboration d'une nouvelle Constitution, en 1997, qui accorde une influence politique plus importante aux électeurs indo-fidjiens. Cette nouvelle norme constitutionnelle, qui va permettre l'élection d'un Premier ministre indo-fidjien deux ans plus tard, reçoit le soutien explicite de Rabuka, qui a alors opéré une volte-face et abandonné en grande partie ses doctrines nationalistes.
En 1997 il est reçu par la reine Élisabeth II au château de Windsor et lui présente ses excuses formelles pour l'avoir destituée lors du second coup d'État de 1987, et indique que la reine a reçu ses excuses « avec gentillesse et avec grâce ». Il rapporte par la suite qu'il lui a proposé de rétablir la monarchie aux Fidji, et qu'elle lui aurait dit de ne procéder qu'avec l'accord du peuple fidjien. Il aurait alors songé à un référendum, mais renoncé en pensant ne pas pouvoir convaincre les Indo-Fidjiens de soutenir un rétablissement de la Couronne.
Sitiveni Rabuka participe aux élections législatives de 1999, mais est vaincu par le Parti travailliste fidjien de Mahendra Chaudhry, qui devient le premier chef de gouvernement indo-fidjien. Le Premier ministre sortant reconnaît alors sa défaite électorale.

## Retour en politique
Le 24 juin 2016, le Parti libéral social-démocrate (SODELPA, conservateur), principal parti d'opposition au Parlement, choisit Sitiveni Rabuka comme nouveau chef, après la démission de Ro Teimumu Kepa. Cette dernière exprime son désaccord avec ce choix, tandis que plusieurs cadres du Sodelpa démissionnent pour protester contre Rabuka. Il exprime à nouveau ses regrets pour ses actions en 1987, et redemande formellement pardon à toutes les personnes affectées.
Il mène le parti aux élections législatives de novembre 2018. Sous sa direction, le SODELPA progresse, obtenant 39,9 % des voix et 21 sièges sur 51, demeurant le principal parti d'opposition.
Seul candidat, il devient chef de l'opposition parlementaire le 26 novembre, ayant été nommé par Ro Teimumu Kepa ainsi que par Biman Prasad, le chef du Parti de la fédération nationale. Il se fait ministre fantôme de l'Économie, des Entreprises publiques et du Service public dans son propre cabinet fantôme.
À la mort d'Élisabeth II en septembre 2022, Sitiveni Rabuka exprime ses condoléances, rappelant que la reine avait été perçue « avec affection, amour et respect par le peuple des Fidji », et se remémorant la réception des joueurs fidjiens de rugby (dont lui-même) au palais de Buckingham en 1970, avoir commandé la garde d'honneur de la reine lors de sa visite aux Fidji en 1977, et sa rencontre avec la reine à Windsor en 1997 pour lui demander pardon pour son coup d'État.

## À nouveau Premier ministre (depuis 2022)

### Départ du SODELPA
Fin novembre 2020, il est défié pour la direction du parti. Le 27 novembre, les députés du parti élisent Viliame Gavoka comme chef, écartant ainsi Sitiveni Rabuka qui avait maintenu sa candidature pour le poste. Viliame Gavoka estime que le parti s'est fracturé en factions sous la direction de Rabuka, et qu'il convient de le rassembler.
Les députés du SODELPA élisent par ailleurs Ratu Naiqama Lalabalavu comme chef de l'opposition parlementaire, dissociant ainsi ce poste de celui de chef du parti. Le 7 décembre, Sitiveni Rabuka démissionne du Parlement, expliquant que le manque de confiance du gouvernement à son égard est un obstacle à la coopération entre le gouvernement et l'opposition en vue de « créer l'harmonie et le progrès et l'unité aux Fidji ».
Le 9 décembre 2020, il quitte le SODELPA et fonde l'Alliance populaire, avec lequel il participe aux élections du 14 décembre 2022. Réélu député à l'âge de 74 ans, il est le doyen d'âge de ce parlement.

### Parlement sans majorité et coalition
Son parti recueille 35,8 % des voix et 21 sièges sur 55 dans un Parlement sans majorité, derrière le parti Fidji d'abord du Premier ministre, Frank Bainimarama, qui a perdu sa majorité absolue. Celui-ci fait déployer l'armée, rapportant des violences ethniques non confirmées et que cela était nécessaire pour « maintenir la loi et l'ordre ». Dans un climat politique tendu, Sitiveni Rabuka accuse le gouvernement d'alimenter « la peur et le chaos » et de vouloir « embraser la nation en fonction de critères raciaux. ».
Le 20 décembre, un accord est conclu pour un gouvernement de coalition majoritaire comprenant l'Alliance populaire, le Parti de la fédération nationale et le Sodelpa. Sitiveni Rabuka est alors pressenti pour devenir Premier ministre,,.
Il est confirmé comme Premier ministre par le Parlement par 28 voix, contre 27 pour le Premier ministre sortant. Dans le gouvernement qu'il forme ensuite, il nomme son allié du NFP, Biman Prasad, vice-Premier ministre.

### Politique intérieure
Sitiveni Rabuka confirme, dès la fin décembre 2022, l'instauration de jours fériés pour Girmit Day (le 14 mai) et Ratu Sir Lala Sukuna Day (en) (le dernier lundi de mai), comme il l'avait promis durant la campagne électorale. Girmit Day commémore l'arrivée aux Fidji des premiers travailleurs indiens sous statut d’indenture en 1879, durant la période coloniale, et célèbre leur résilience et leurs contributions au pays. Ratu Sir Lala Sukuna Day commémore l'homme d'État autochtone du même nom, mort en 1958.
En février 2023, il annonce vouloir organiser un référendum pour abroger deux dispositions de la Constitution : celle qui fait du pays un État laïque (ses partisans souhaitant un État chrétien), et celle qui définit tous les citoyens du pays comme étant fidjiens (la droite autochtone souhaitant que ce nom soit réservé à la population autochtone, donc défini selon des critères ethniques et non plus civiques).
Le 14 mai 2023, première fois où Girmit Day est un jour férié, le Premier ministre Rabuka promeut l'unité dans le respect des différentes cultures du pays, et demande pardon pour avoir mené les coups d'État de 1987. Par la même occasion, l'Église méthodiste des Fidji demande pardon pour avoir soutenu les coups d'État anti-indiens de 1987 et de l'an 2000. Les trois plus hauts chefs autochtones coutumiers du pays, Ro Teimumu Kepa, Ratu Epenisa Cakobau (ancien membre du parti politique d'extrême-droite anti-indienne l'Alliance conservatrice) et Ratu Naiqama Lalabalavu, demandent également pardon. Invité à une cérémonie de réconciliation, Mahendra Chaudhry, Premier ministre du gouvernement travailliste renversé en 2000, accepte les excuses offertes, rappelle les souffrances endurées par les citoyens d'ascendance indienne lors des violences qui ont accompagné ces coups d'État, et demande que le processus de réconciliation se poursuive avec des « mesures concrètes » pour prémunir la société fidjienne de violences racistes similaires à l'avenir,,.
Les 24 et 25 mai 2023, pour inaugurer les célébrations du jour férié Ratu Sir Lala Sukuna Day, le Grand Conseil des chefs, suspendu par le gouvernement militaire de Frank Bainimarama en 2007 puis aboli par décret en 2012, siège pour la première fois depuis seize ans, sur l'île de Bau. Il rassemble quarante-quatre chefs autochtones coutumiers issus des provinces des Fidji et de Rotuma, les grands chefs coutumiers des trois confédérations de chefferies, un représentant de chacune des quatorze provinces et un de Rotuma, et six membres nommés par le ministère des Affaires autochtones, soit soixante-huit membres au total. Lors de cette session, le Conseil exprime ses propositions à la commission présidée par Ratu Jone Baledrokadroka (en) pour les modalités d'une restauration définitive du Grand Conseil des chefs. Afin de concilier cet événement à la volonté du gouvernement de promouvoir l'harmonie inter-ethnique et l'unité nationale, un groupe de danse indo-fidjien prend part à la cérémonie d'inauguration du Conseil.

### Politique étrangère
En février 2023, Sitiveni Rabuka reçoit Benny Wenda, le président du Mouvement uni pour la libération de la Papouasie occidentale, et exprime publiquement son soutien à la candidature de ce mouvement qui souhaite devenir membre à part entière du Groupe Fer de lance mélanésien. Le gouvernement indonésien proteste formellement contre cette rencontre, qui marque une rupture avec la position du gouvernement fidjien précédent dirigé par Frank Bainimarama de 2006 à 2022. En mai 2025 toutefois, le Premier ministre Rabuka indique que, malgré sa sympathie pour les Papous, il considère leur situation comme un enjeu de la politique intérieure indonésienne, sur laquelle il ne compte pas se prononcer.

## Vie privée
Sitiveni Rabuka est de confession méthodiste.